# Britteny Cox
Pour les articles homonymes, voir Cox.
Britteny Cox, née le 29 septembre 1994 à Wodonga, est une skieuse acrobatique australienne spécialisée dans les épreuves des bosses.

## Carrière
Au cours de sa carrière, elle a pris part aux Jeux olympiques d'hiver de 2010 à l'âge de 15 ans, étant la plus jeune athlète tous pays confondus cette année. De plus elle a participé à trois mondiaux en 2011, 2013 et 2015. Elle y a gagné une médaille de bronze en 2015. En Coupe du monde, elle est montée sur trois podiums, le premier le 2 février 2012 à Deer Valley.

## Palmarès

### Jeux olympiques
Britteny Cox a participé à quatre éditions consécutives des Jeux olympiques, de Vancouver en 2010 à Pékin en 2022.
| Épreuve / Édition   | Bosses |
| JO 2010 Vancouver   | 23e    |
| JO 2014 Sotchi      | 5e     |
| JO 2018 Pyeongchang | 5e     |
| JO 2022 Pékin       | 14e    |

### Championnats du monde
Britteny Cox a participé à six éditions consécutives des championnats du monde, de Deer Valley en 2011 à Almaty en 2021, en ski de bosses et ski de bosse en parallèle. Elle est titrée, en bosses, en 2017 en Sierra Nevada.
| Épreuve / Édition           | Bosses | Bosses parallèles |
| Mondiaux 2011 Deer Valley   | 17e    | 12e               |
| Mondiaux 2013 Oslo          | 10e    | 8e                |
| Mondiaux 2015 Kreischberg   | Bronze | 5e                |
| Mondiaux 2017 Sierra Nevada | Or     | 7e                |
| Mondiaux 2019 Park City     | 20e    | 15e               |
| Mondiaux 2021 Almaty        | 7e     | 18e               |

### Coupe du monde
- 1 gros globe de cristal :
  - Vainqueur du classement général en 2017.
- 1 petit globe de cristal :
  - Vainqueur du classement bosses en 2017.
- 16 podiums dont 9 victoires.

#### Différents classements en coupe du monde
| Année/Classement | Année/Classement | Général | Général | Ski de bosses | Ski de bosses |
| ---------------- | ---------------- | ------- | ------- | ------------- | ------------- |
| Année/Classement | Année/Classement | Class.  | Points  | Class.        | Points        |
| 2010             | 2010             | 139e    | 0       | 54e           | 2             |
| 2011             | 2011             | 99e     | 3       | 31e           | 37            |
| 2012             | 2012             | 77e     | 11      | 20e           | 148           |
| 2013             | 2013             | 80e     | 16      | 17e           | 190           |
| 2014             | 2014             | 75e     | 16      | 14e           | 177           |
| 2015             | 2015             | 57e     | 18.22   | 15e           | 164           |
| 2016             | 2016             | 73e     | 16      | 17e           | 128           |
| 2017             | 2017             | 1re     | 81,27   | 1re           | 894           |
| 2018             | 2018             | 12e     | 46,70   | 3e            | 467           |
| 2019             | 2019             | 71e     | 17      | 15e           | 153           |
| 2020             | 2020             | 100e    | 11,20   | 20e           | 112           |